# Mischocyttarus extinctus
Mischocyttarus extinctus är en getingart som beskrevs av Zikan 1935. Mischocyttarus extinctus ingår i släktet Mischocyttarus och familjen getingar. Inga underarter finns listade i Catalogue of Life.